# 자동 줄 바꿈
자동 줄 바꿈은 대부분의 문서 편집기, 워드 프로세서, 웹 브라우저에서 지원하는 기능으로, 문자열의 행을 자동으로 다음 줄에 보이게 하여, 보이는 화면보다 긴 문장이 잘리지 않고 모든 내용을 볼 수 있게 하는 것을 말한다. 워드랩(word wrap), 라인랩(line wrap)이라고도 부른다.
워드 프로세서에서는 문단을 나눈다는 개념에서 이러한 방식을 하드 리턴(hard return)으로, 줄을 나눈다는 개념에서 소프트 리턴(soft return)으로 부른다.

## 알고리즘

### 최소 길이 알고리즘
다음은 가장 간단한 구현 방법인 최소 길이(Minimum length) 알고리즘의 의사 코드(pseudo code)이다.
```
SpaceLeft := LineWidth
for each Word in Text
    if Width(Word) > SpaceLeft
        insert line break before Word in Text
        SpaceLeft := LineWidth - Width(Word)
    else
        SpaceLeft := SpaceLeft - (Width(Word) + SpaceWidth)

```

구현이 간단하고 속도가 빨라서, 마이크로소프트 워드나 오픈 오피스 등의 위지윅 워드프로세서에서 많이 사용한다.

### 랙 최소화 알고리즘
랙 최소화(Minimum raggedness) 알고리즘은 {\displaystyle {\mathrm {T\!_{\displaystyle E}\!X} }}에서 사용하는 것으로, 랙(rag)을 최소화시키므로 최소 길이 알고리즘의 결과보다 미려한 조판 결과를 볼 수 있으나, 속도는 보다 느리다.

## 같이 보기
- 줄 바꿈 규칙
- 줄 바꿈 방지 공백(Non-breaking space)
- 위키백과(미디어위키)에서의 줄 바꿈 처리 방법(Line break handling)